# Raimond Aguiló i Bartolomé
Raimond Aguiló i Bartolomé (Falset, 30 de març de 1950) és un poeta i extreballador de banca. Ha col·laborat periòdicament a la publicació Unió. És soci de l'Associació d'Escriptors en Llengua Catalana i membre de Rapsòdia Ombrívola Reusenca.

## Poesia publicada[calcitació]
- Petits poemes. Falset: Caixa Rural, 1971
- Cruïlla de poemes. La Selva del Camp: Genius, 1987
- Endavant. Vilafranca del Penedès: Brisa, 1988
- Violes boscanes. Vilafranca del Penedès: Brisa, 1989
- Memòria urgent. Falset: l'autor, 2010
- Les cartes marcades. Barcelona: Témenos, 2011. ISBN 978-84-938341-3-5
- Poesia a la frontera (antologia 95 poetes). El Vendrell: March editor, 2011. ISBN 9788496638938
- La roca roja. Barcelona: Viena, 2011. ISBN 978-84-8330-645-1
- El cel de Babilònia dins La vida a glops, 4 poemaris. Barcelona: la Busca, 2011. ISBN 978-84-96987-81-4
- Monòleg a l'alba dins Monografies del Montseny/27 Barcelona: El Ciervo 96, 2012
- Kalenda d'hivern. Benicarló: Onada, 2012. ISBN 978-84-15221-42-5
- A l'hora de l'Àngelus. Ajuntament de Balenyà, 2012
- Monòlegs fets a posta a la nit i a la posta. Barcelona: Témenos, 2012. ISBN 978-84-940451-1-0
- Crepuscle. Ajuntament de Canals, 2013
- Magnòlies i vitralls. Benicarló: Onada, 2013. ISBN 978-84-15221-89-0
- A cada instant. Ajuntament de Picassent, 2013
- Bumerang. Lleida: Pagès editors, 2014. ISBN 978-849975-501-4
- Sobre el paper. Lleida: Pagès editors, 2015. ISBN 978-84-9975-655-4
- La lleugeresa forana. Benicarló: Onada, 2016. ISBN 978-84-16505-43-2
- Zona wi-fi. Juneda: Fonoll, 2016. ISBN 978-84-943754-7-7
- La pols de la calaixera. Manacor: Món de llibres, 2016. ISBN 978-84-617-5690-2
- Brooklyn, potser. Piles: edicions del sud, 2018. ISBN 978-84-948283-5-5
- Batre l'aire. Vallgorguina: Publicacions de l'Associació Cultural Vallgorguina, 2018. ISBN 84-930612-8-X
- Cel d'octubre. Alacant: Editorial Aguaclara, 2020. ISBN 978-84-8018-456-4
- A l'ombra de les raons. Barcelona: Témenos, 2021. ISBN 978-84-122501-3-8
- Final de festa. Mallorca: Documenta Balear, 2021. ISBN 978-84-18441-34-9
- El futur no paga mai peatges. La Pobla Llarga: Edicions 96, 2021. ISBN 978-84-17213-82-4
- Alter ego, Ajuntament de Mislata, 2021. ISBN 978-84-95766-41-0
- El temps se me'n va: Documenta Balear 2023. ISBN 978-84-18441-83-7

## Premis[calcitació]
- Premi de Poesia Ventura Gassol 1988 per Memòria urgent
- Premi de Poesia Marià Manent 2010 per La roca roja
- Premi de Poesia 9 d'Octubre 2011 per Monòlegs fets a posta a la nit i a la posta
- Premi de Poesia Antoni Matutano 2012 per Kalenda d'hivern
- Premi de Poesia de les Lletres catalanes del Vallés Oriental 2012 per Bumerang
- Premi ex-aequo de Poesia Miquel Martí Pol 2014 perSobre el paper
- Premi de Poesia Maria Oleart 2015 per Zona wi-fi
- Premi de Poesia Miquel Àngel Riera 2016 per La pols de la calaixera
- Premi de Poesia Mn. Narcís Saguer 2017 per Batre l'aire
- Premi de Poesia Paco Mollá 2019 per Cel d'octubre
- Premi de Poesia Josep Fàbregas i Capell 2019 per A l'ombra de les raons
- Premi de Poesia Marc Granell 2020 per El futur no paga mai peatges
- Premi de Poesia Guillem Colom i Ferrà 2020 per Final de Festa
- Premi de Narrativa a la memòria d'en Valerià Pujol 2017 per Un lloc com un altre[3]
- Premi de Narrativa 9 d'Octubre 2020 per La dona del balcó
- Premi de Poesia Neus Català 2021 per A l'esquerra del Pare
- Premi de Narrativa breu Vila de Mislata 2021 per Alter ego